# Benito Juárez 1ra. Sección, Chiapas
Benito Juárez 1ra. Sección är en ort i Mexiko.   Den ligger i kommunen La Libertad och delstaten Chiapas, i den sydöstra delen av landet, 800 km öster om huvudstaden Mexico City. Benito Juárez 1ra. Sección ligger 29 meter över havet och antalet invånare är 140.
Terrängen runt Benito Juárez 1ra. Sección är platt, och sluttar österut. Runt Benito Juárez 1ra. Sección är det ganska glesbefolkat, med 21 invånare per kvadratkilometer. Närmaste större samhälle är Emiliano Zapata, 16,0 km norr om Benito Juárez 1ra. Sección. Omgivningarna runt Benito Juárez 1ra. Sección är en mosaik av jordbruksmark och naturlig växtlighet.